# Autobiografia de um Ex-Negro
The Autobiography of an Ex-Colored Man (no Brasil, Autobiografia de um ex-Negro), é um romance de James Weldon Johnson publicado em 1912, como relato fictício de um homem birracial, conhecido apenas como o "Ex-Negro", vivendo no final do século XIX e início do século XX, nos Estados Unidos. Ele passa por uma variedade de experiências, incluindo a assistir a um linchamento, que o convencem a se "passar" como branco para garantir a sua segurança e progresso, mas ele se sente como se ele estivesse desistindo de seu sonho de "glorificar" a raça negra, compondo música ragtime.
O livro, foi uma das primeiras obras de ficção da chamada literatura afro-americana, e foi alvo do preconceito de um país ainda despreparado para aceitar o negro como escritor. Johnson, publicou o livro como anônimo em 1912. A recepção pouco calorosa daquela primeira edição do livro, bem como a ausência de um autor declarado, contribuíram para que a obra passasse quase despercebida até ser republicada em 1927, em plena ascensão do movimento artístico conhecido como Harlem Reinassance, com os devidos créditos de autoria dados a Johnson, então já um autor conhecido e aclamado por sua poesia e seu trabalho como folclorista.

## Sinopse
Autobiografia de um ex-Negro, romance de autoria do escritor norte-americano James Weldon Johnson, é uma das obras mais importantes da chamada literatura afro-americana. Narrado em primeira pessoa, acompanha a vida de um prodigioso jovem birracial cuja pele clara permitia seu livre trânsito por todos os ambientes e situações de uma América recém-saída da escravidão no início do século XX. Forçado a escolher entre abraçar a sua herança cultural negra ou viver obscuramente como um pacato homem branco de classe média, o protagonista é levado à sua decisão por conta de terríveis acontecimentos que presencia durante a sua trajetória como músico de talento entre esses dois mundos tenuamente divididos pelas complexas questões raciais de seu tempo.

## História
Johnson publicado originalmente Autobiografia de um ex-Negro anonimamente em 1912, pela pequena editora New York Sherman, francês, and Company. Ele decidiu publicá-lo anonimamente, porque ele sabia que o livro era potencialmente controverso, e que isso poderia afetar sua carreira diplomática. Ele escreveu abertamente sobre questões de raça e discriminação que não eram comuns na literatura.  A recepção pública inicial do livro foi negativa. Ele foi republicado em 1927 por Alfred A. Knopf, uma empresa influente que publicou muitos livros de escritores do movimento Harlem Renaissance, e Johnson foi creditado como o autor. Apesar do título, o livro é um romance. É elaborado a partir das vidas das pessoas que Johnson conhecia e de eventos em sua própria vida. 